# Progressive Party (1924)
Die United States Progressive Party war eine politische Partei in den Vereinigten Staaten. Sie wurde 1924 von Robert M. La Follette senior in Wisconsin gegründet, um La Follettes Kandidatur bei der Präsidentschaftswahl 1924 zu unterstützen.

## Geschichte
La Follette war Mitglied der Republikanischen Partei und gründete 1900 eine progressive Gruppe innerhalb der Republikanischen Partei Wisconsin. 1912 verlor er in den republikanischen Vorwahlen zur Präsidentschaftswahl 1912 gegen William Howard Taft. Der ebenfalls Taft unterlegene Theodore Roosevelt gründete daraufhin mit progressiv gesinnten Mitgliedern die Progressive Party (für die Roosevelt zum Präsidentschaftskandidaten gewählt wurde). La Follette, der mit Roosevelt verfeindet war, schloss sich dieser Partei jedoch nicht an.

Robert M. La Follette senior (United States Progressive Party) gewinnt bei der Präsidentschaftswahl 1924 die 13 Wahlmännerstimmen seines Heimatstaats Wisconsin

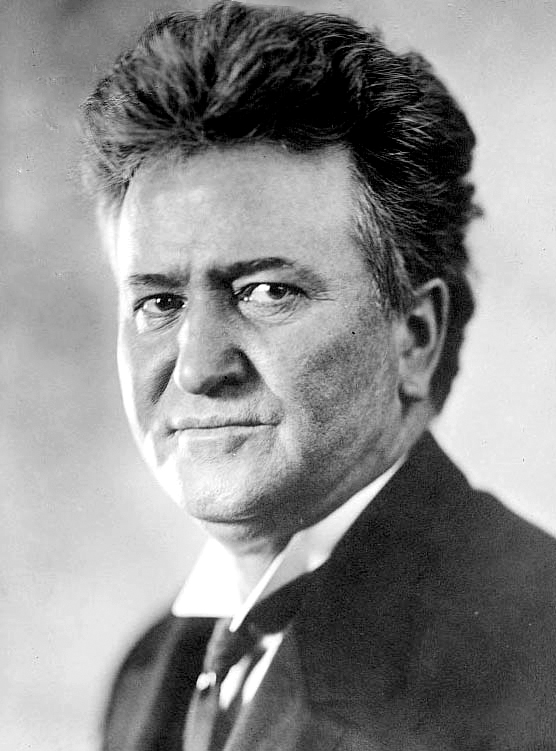
Robert M. La Follette senior

Nachdem die erste Inkarnation der Progressive Party sich nach 1916 aufgelöst hatte, gründete La Follette 1924 eine neue Progressive Party. Bei der Präsidentschaftswahl im selben Jahr trat er als Kandidat an, sein Vizepräsidentschaftskandidat war Burton K. Wheeler, Senator der Demokratischen Partei aus Montana. Die Partei, die unter anderem die Verstaatlichung der Eisenbahnen forderte, repräsentierte vor allem Farmer und Arbeiter und wurde von der Sozialistischen Partei Amerikas, der American Federation of Labor und zahlreichen Eisenbahnervereinigungen unterstützt. Bei der Präsidentschaftswahl erhielt La Follette insgesamt 16,6 % der Stimmen sowie die 13 Wahlmänner von Wisconsin, wo er knapp 54 % erreichte. Auch in anderen Bundesstaaten, vor allem denen, die bereits 1912 mehrheitlich für Theodore Roosevelt abgestimmt hatten, erhielt La Follette einen hohen Stimmenanteil (zum Beispiel 45,2 % in North Dakota, 41,3 % in Minnesota, 33,1 % in Kalifornien), wurde dort jedoch von dem Republikaner Calvin Coolidge überflügelt. Der Kandidat der Demokratischen Partei John W. Davis spielte dagegen in den progressiven Hochburgen kaum eine Rolle und erzielte zum Teil eklatant schlechte Ergebnisse (Minnesota 6,8 %, North Dakota 7,0 %, Wisconsin 8,1 %). Nach der Wahl 1924 verschwand die United States Progressive Party rasch von der Bildfläche.
La Follette blieb bis zu seinem Tod im darauffolgenden Jahr als Republikaner im Senat der Vereinigten Staaten, zu seinem Nachfolger wurde 1925 sein Sohn Robert M. La Follette junior gewählt. Dieser führte zusammen mit seinem Bruder Philip La Follette innerhalb der Republikanischen Partei die Politik seines Vaters in Wisconsin fort, gründete die Zeitschrift La Follette's Weekly, ab 1929 The Progressive, und setzte sich für Reformen ein. Er stand in Opposition von linker Seite gegen die Politik von Präsident Herbert Hoover und unterstützte 1932 den Wahlkampf des Demokraten Franklin D. Roosevelt. Philip La Follette gewann 1930 die republikanischen Vorwahlen in Wisconsin und wurde anschließend zum Gouverneur gewählt.
1934 löste die von den Brüdern La Follette geführte Gruppierung das Band mit der Republikanischen Partei von Wisconsin und rief die Partei ihres Vaters auf einzelstaatlicher Ebene als Wisconsin Progressive Party (seltener auch Progressive Party of Wisconsin genannt) ins Leben zurück.